# Pseudoblabes oophora
Pseudoblabes oophora là một loài bướm đêm thuộc phân họ Arctiinae, họ Erebidae.